# Crazy Town

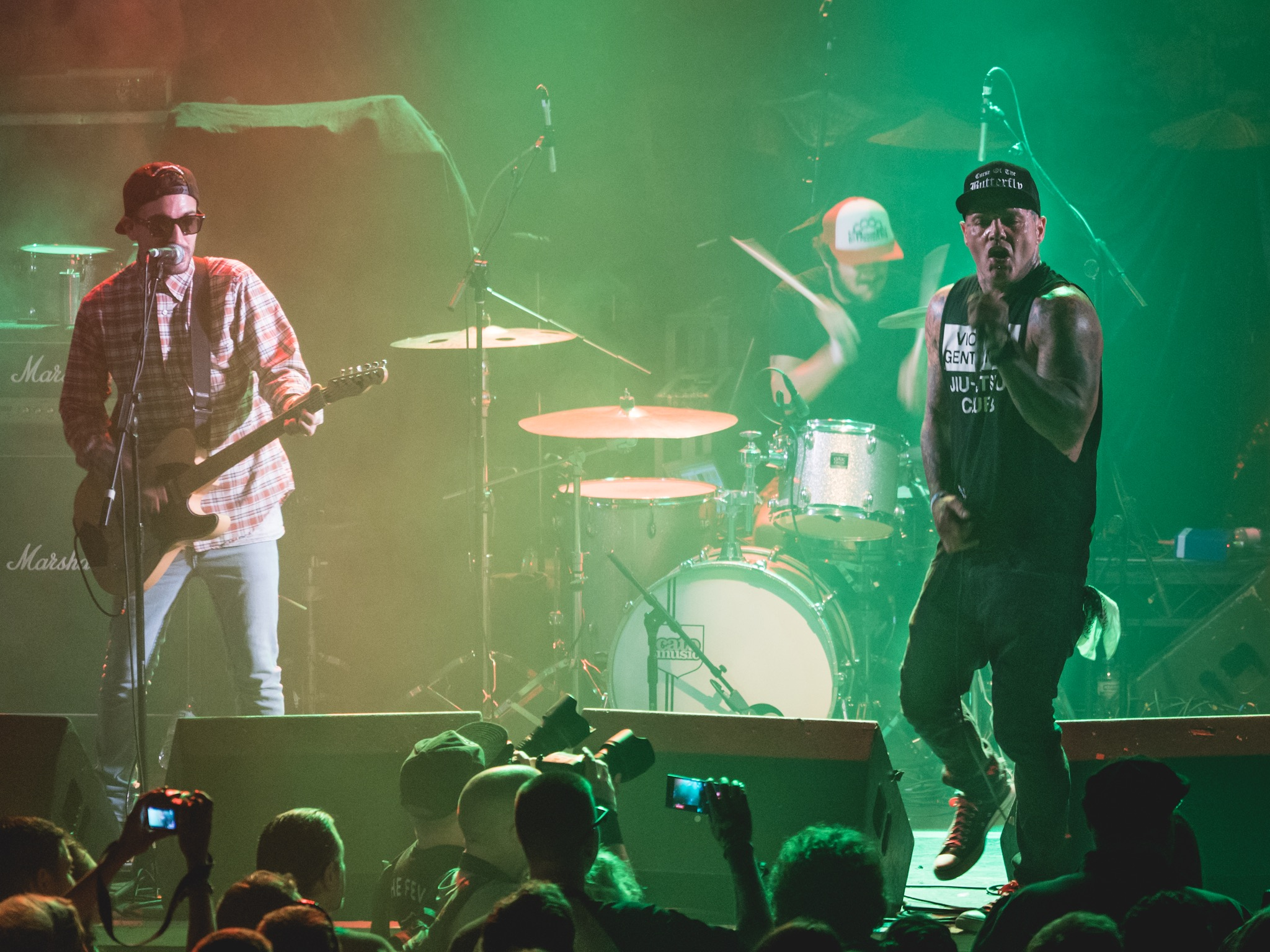
Crazy Town (2018)

Crazy Town is een rapcoreband uit Los Angeles opgericht in 1995 door Bret Mazur en Seth Binzer. De band is bekend geworden door de single Butterfly, die in 2000 de hitlijsten binnenkwam.

## Biografie

### 1995-2003
Mazur en Binzer, die toen de artiestennaam "Shifty Shellshock" had, begonnen samen te werken in 1995 onder de naam The Brimstone Sluggers. Adam Bravin verliet in 1996 de band en zijn plaats werd in 1999 ingenomen door Adam Goldstein. In de vroege 1999 ontstond Crazy Town, en bestond destijds uit Bret Mazur, Seth Binzer, Doug Miller, Anthony Valli, Charles Lopez, Adam Goldstein en James Bradley jr. Hun eerste album, The Gift of Game, kwam uit op 9 november 1999. Dit album betekende hun doorbraak. Lopez werd in 2000 uit de band gezet toen de groep door een vechtpartij van hem niet meer welkom was in hun favoriete club Crazy Girls. Bravin verliet de band in 2000 eveneens en keerde in 2001 voor korte tijd terug. Daarna vertrok hij definitief. In 2001 verliet ook Bradley de band. Kraig Tyler nam in 2000 Lopez' plaats in en Kyle Hollinger in 2001 die van Bradley. Hun tweede album, Darkhorse, verscheen op 12 november 2002. In 2003, vlak na de verschijning van het album Darkhorse ging de groep uit elkaar.

### 2007-heden
Eind 2007 werd Crazy Town door Mazur en Binzer weer nieuw leven ingeblazen. In de periode van 2007 tot 2014 werd er door het tweetal gewerkt aan nieuwe muziek voor het derde album, The Brimstone Sluggers, en in 2014 werden er drie nieuwe bandleden gevonden: Nick Diiorio, Ahmad Alkurabi en Kevin Kapler. Op 17 december 2013 verscheen de eerste single Lemonface van hun nieuwe album The Brimstone Sluggers. Vervolgens verscheen op 18 december 2014 de tweede single Megatron. In 2015 kwam het album zelf uit. Op 17 juli 2015 verscheen de derde single Backpack en kort daarna, op 6 augustus, de vierde single Born to Raise Hell.
Seth Binzer overleed in juni 2024 op 49-jarige leeftijd.

## Bezetting

### Huidige line-up
- Elias "ET" Tannous – gitarist en achtergrondzanger (2016–heden)
- Hasma Angeleno – bassist en achtergrondzanger (2017–heden)

### Tour-leden
- Bobby Reeves – zanger (2016–2017)
- Boondock – zanger en rapper (2016–2017)

### Oud-leden
- Seth "Shifty Shellshock" Binzer – rapper en zanger (1995–2003; 2007–2024)
- Bret "Epic" Mazur – zanger, rapper, bassist, toetsenist, pianist, draaitafels en beatboxer (1995–2003; 2007–2017)
- Adam "DJ Adam 12" Bravin – draaitafels, samples, programmering en toetsenist (1995–1996)
- Charles "Rust Epique" Lopez – gitarist (1999–2000)
- Adam "DJ AM" Goldstein – draaitafels, samples, programmering en toetsenist (1999–2000)
- James "JBJ" Bradley Jr. – drummer en percussionist (1999–2001)
- Doug "Faydoe Deelay" Miller – bassist (1999–2003)
- Antonio Lorenzo "Trouble" Valli – sologitarist (1999–2003)
- Kraig "Squirrel" Tyler – slaggitarist en achtergrondzanger (2000–2003)
- Kyle Hollinger – drummer en percussionist (2001–2003)
- Rick "R1CKONE" Dixon – draaitafels, samples en toetsenist (2010–2013, 2015–2017)
- Ahmad "Deadsie" Alkurabi – gitarist (2014–2015)
- Nick "Dax" Diiorio – bassist en achtergrondzanger (2014–2017)
- Kevin Kapler – drummer en percussionist (2014–2017)

## Discografie

### Albums
- The Brimstone Sluggers (2015)
- Darkhorse (2002)
- The Gift of Game (1999)

### Singles
- Born to Raise Hell (2015)
- Backpack (2015)
- Megatron (2014)
- Lemonface (2013)
- My Place (2011; verscheen in 2015 opnieuw op album The Brimstone Sluggers)
- Hit That Switch (2007)
- Hart to Get (2007)
- Come Inside (2007; verscheen in 2015 opnieuw op album The Brimstone Sluggers)
- Hurt You So Bad (Paul Oakenfold Remix) (2003)
- Hurt You So Bad (2003)
- Drowning (2002)
- Revolving Door (2001)
- Butterfly (2000)
- Darkside (2000)
- Toxic (1999)